# Dieter Scholz (Bischof)
Dieter Scholz SJ (* 2. Juni 1938 in Berlin) ist ein deutscher Ordensgeistlicher und emeritierter römisch-katholischer Bischof von Chinhoyi.

## Leben
Dieter Scholz trat der Ordensgemeinschaft der Jesuiten bei, legte am 15. April 1958 die Profess ab und empfing am 13. Juli 1969 die Priesterweihe. Von 1966 bis 1970 studierte er an der Philosophisch-Theologischen Hochschule Sankt Georgen. Anschließend ging er in die Mission nach Rhodesien.
Papst Benedikt XVI. ernannte ihn am 6. April 2006 zum Bischof von Chinhoyi. Die Bischofsweihe spendete ihm der Erzbischof von Harare, Robert Christopher Ndlovu, am 2. September desselben Jahres; Mitkonsekratoren waren Edward Joseph Adams, Apostolischer Nuntius in Simbabwe, und Pius Alick Mvundla Ncube, Erzbischof von Bulawayo.
Am 17. Februar 2016 nahm Papst Franziskus seinen altersbedingten Rücktritt an.